# Жељко Филиповић
Жељко Филиповић (Љубљана, 3. октобар 1988) је словеначки фудбалер.

## Каријера
Филиповић је највећи део каријере провео у Словенији, где је наступао за матични клуб Домжале, као и за Бонифику, Олимпију, Копер и Марибор. У дресу Марибора је за шест година освојио пет титула првака Словеније, а са овим клубом је наступао и у групној фази Лиге шампиона. Од 2016. до 2018. године играо је за белгијски Мехелен, а потом је наступао за белоруски Динамо Брест, марокански Итихад и Атирау из Казахстана. У јулу 2019. је потписао уговор са новосадском Војводином. Након једне полусезоне, и само једног одиграног меча, Филиповић је раскинуо уговор са Војводином.
За репрезентацију Словеније је одиграо четири меча.

## Трофеји

### Копер
- Суперкуп Словеније (1) : 2010.

### Марибор
- Првенство Словеније (5) : 2010/11, 2011/12, 2012/13, 2013/14, 2014/15.
- Куп Словеније (3) : 2011/12, 2012/13, 2015/16.
- Суперкуп Словеније (3) : 2012, 2013, 2014.

### Динамо Брест
- Куп Белорусије (1) : 2017/18.
- Суперкуп Белорусије (1) : 2018.